# Processador Sycamore
Sycamore é um processador quântico criado pelo laboratório Quantum Artificial Intelligence Lab, da empresa Google Inc.

## Fabricação

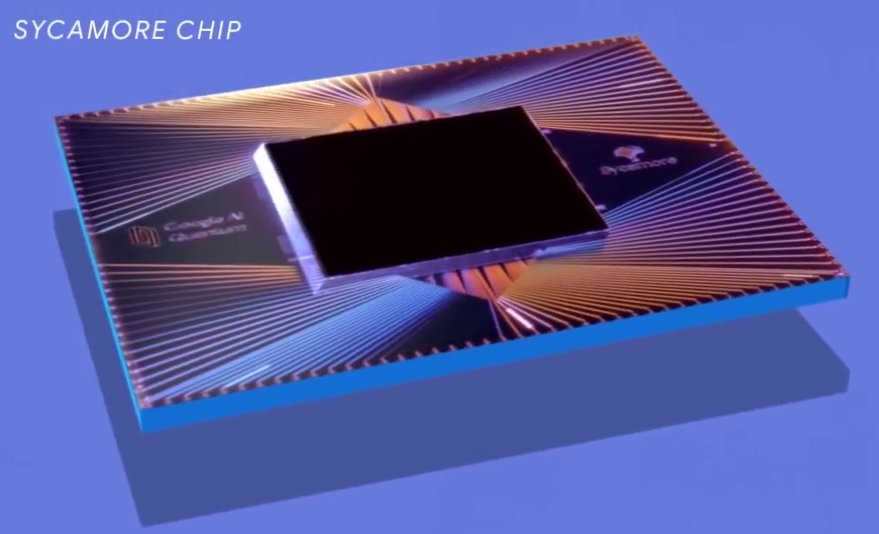
Processador Sycamore

O processador pode criar estados quânticos em 53 qubits. Originalmente havia 54 qbits, mas um deles deixou de funcionar. Cada Qbit está ligado com outros quatro em disposição retangular, correspondendo a um espaço de estado computacional de dimensão 253 (cerca de 1016). Ele é feito com qbits supercondutores transmon. O chip de matriz quântico possui arranjo 2D e está acoplado a um chip de controle, que usa um design Flip-Chip para torná-lo mais potente do que os processadores quânticos usados até então. Outra inovação é o uso da arquitetura de acoplamento ajustável, que estabelece uma conexão configurável por conseguir mudar o estado do acoplador transtom. O processador possui 86 acopladores. O processador e suas junções Josephson são feitas de alumínio, e índio para ligações de colisão entre duas pastilhas de silício. Para o uso, é necessário que o processador seja refrigerado até ficar abaixo dos 20 millikelvin.  Cada um dos qbits está ligado a um ressonador quântico, que é capaz de ler seu estado. Os qbits podem ser lidos simultaneamente usando multiplexação de frequência. O sinal é aumentado e digitalizado utilizando amplificadores criogênicos em dois estágios, e a demultiplexação é feita em temperatura ambiente. Sycamore possui 277 desses conversores. O processador é capaz de realizar operações de alta fidelidade usando um ou dois qbits.

## Feitos

### Supremacia quântica
O Google já prometia atingir a supremacia quântica até o fim de 2017. Em setembro de 2019, um artigo foi publicado acidentalmente no site da NASA, onde a empresa teria demonstrado a façanha. O artigo foi retirado do ar pouco tempo depois, mas foi noticiado pelo Financial Times. Porém, no dia 23 de outubro, foi publicado oficialmente na revista Science. O time foi liderado por John Martinis, físico experimental da Universidade da Califórnia.
O experimento proposto foi criado pelo Google em 2016. Nele, Sycamore precisou prever a distribuição de sinais do circuito quântico a partir de uma amostra usando o algorítimo de e Schrodinger-Feynman, que foi comparada com a mesma operação feita por um computador clássico. Este circuito funciona emaranhando uma série de qbits ao realizar operações lógicas com um ou dois qbits. O processo se torna cada vez mais complicado para um computador convencional quando o número de qbits e de ciclos lógicos aumentam, e como Sycamore possui 53 qbits operacionais, existem 253 resultados possíveis. Para a validação dos resultados, foi usada a avaliação comparativa de entropia cruzada. Sycamore resolveu o problema em três minutos e 20 segundos, enquanto o Google estimou que o supercomputador Summit levaria 10 mil anos.
Foi apontado que o experimento não possuia aplicação, porém era um avanço na área. Mas Scott Aaronson, cientista teorico da computação da Universidade do Texas em Austin, traz que ele criou um protocolo para usar o cálculo para provar que um número é verdadeiramente aleatório, sendo útil nas áreas de criptografia e de criptomoedas.
No dia 21 de outubro, a IBM publicou uma pré-publicação onde um sistema de armazenamento secundário é usado em computadores clássicos para simular circuitos quânticos, já que o principal problema seria a falta de memória para a simulação em computadores clássicos. A simulação classica separa o circuito quântico em subcircuitos que são simulados de maneira independente e juntados posteriormente. Foi cosntruido um tensor que representa os portões lógicos de Sycamore, onde seu índices são equivalentes às linhas de qbits. A simulação usa técnicas de adiamento de contração e fatiamento de tensores. A IBM estimou o tempo que Summit levaria para simular os circuitos de Sycamore simulando no supercomputador Cori II e extrapolando os resultados usando uma série de indicadores de performance, chegando na conclusão que levaria dois dias e meio. O artigo, porém, não foi revisado por pares.
Em agosto de 2022, a Chinese Academy of Sciences, com time liderado pelo físico estatístico Pan Zhang, publicou pré-artigo onde o circuito de Sycamore foi representado com um conjunto de tensores 3D e simulado usando 512 GPUs. O algorítimo é menos preciso do que Sycamore, mas em compensação a simulação foi 253 vezes mais rápida do que o esperado. Os resultados foram obtidos em quinze horas. Foi estimado que com este algorítimo, um supercomputador conseguiria resolver o problema em alguns segundos. O artigo será publicado pela revista Physical Review Letters. Sergio Boixo, um dos principais cientistas da Quantum Artificial Intelligence Lab, respondeu em e-mail que o time do laboratório sabia que não manteriam o título por muito tempo, mas que os supercomputadores não conseguirão competir com os circuitos quânticos feitos atualmente.

### Cristal do tempo
Em 2021 cientistas conseguiram criar o cristal de tempo por aproximadamente 100 segundos usando qubits dentro do núcleo do processador quântico Sycamore.